# Аура (митологија)
Аура је у грчкој митологији, била титанка, божанство поветарца и свежег, хладног јутарњег ваздуха.

## Митологија
Била је кћерка Леланта и Перибеје, девица и ловац, прекомерно поносна на своју невиност. У својој охолости, усудила се да пореди своје и Артемидино тело, тврдећи да је Артемида сувише женствена да би заиста била девица. Артемида је затражила од Немезе да јој уништи достојанство и Аура је кажњена тако што ју је силовао Дионис. Овај злочин ју је отерао у лудило и она је разјарена, постала немилосрдни уништитељ мушкараца. Када је родила близанце, једног је одмах прогутала, а другог је зграбила и заштитила Артемида. Зевс ју је тада претворио у извор или у поветарац. Њен син је био божанство Јакхо. Према другом предању, Дионис је пожелео љубав ове титанке и Афродита је утицала да се она заљуби у њега. Међутим, када је са њим родила близанце, полудела је и исекла их на комаде, а потом се бацила у море.

## Други ликови
- Постојале су и нимфе Ауре, обично представљане као Океаниде.[1]
- Према Хигину, један од Актеонових паса, који су га растргли.[2]